# Arraczadzor
Arradżadzor – wieś w Armenii, w prowincji Sjunik. W 2011 roku liczyła 184 mieszkańców.